# Gewog di Tsholingkhar
Il gewog di Tsholingkhar è uno dei dodici raggruppamenti di villaggi del distretto di Tsirang, nella regione Centrale, in Bhutan.